# 沙尔比
沙尔比（德語：Schaalby）是德国石勒苏益格－荷尔斯泰因州的一个市镇。总面积25.00平方公里，总人口1633人，其中男性804人，女性829人（2011年12月31日），人口密度65人/平方公里。